# Sofijivský rajón
Sofijivský rajón (ukrajinsky Софіївський район) byl rajón v Dněpropetrovské oblasti na Ukrajině. Hlavním městem byla Sofijivka a rajón měl přibližně 22 tisíc obyvatel. 

## Sídla v rajónu
- Sofijivka
- Prosjana